# Partido Humanista de la Solidaridad
El Partido Humanista de la Solidaridad (en portugués Partido Humanista da Solidariedade) (PHS) es un partido político de Brasil. Fundado el 6 de junio del 1995, consiguió su registro el 20 de marzo del 1997. Su código electoral es el 31.
El PHS aboga por el distributismo y la defensa de la moral cristiana. En las elecciones del 2006, al obtener el 0,5% de los votos en las legislativas no superó la cláusula de barrera. Por ello, se integró en un nuevo partido, Movilización Democrática, sin embargo, al declararse inconstitucional la cláusula de barrera, volvió a ser un partido independiente.